# اي يو 220 ام
اي يو 220 ام (بالروسية: АУ220М)‏ هي محطة أسلحة عن بعد مع مدفع عيار 57 ملم، تم تطويره من قبل معهد بوريفيستنيك المركزي للبحوث العلمية، تم تصنيعه على شكل قاعدة مدفعية يتم التحكم فيها عن بعد ليتم تثبيتها فيما بعد على مركبات قتالية متطورة وحديثة، بهذف تعزيز القوة النارية للوحدات القتالية المتحركة أو الوحدات الملقاة من الجو. تستطيع الدخيرة عيار 57 الخاصة بالمدفع 2اي91 إختراق جميع انواع المركبات المدرعة في ساحة المعركة، حيث يعد المدفع تطوير لمدفع اس-60 المضاد للطائرات.
اضافة للمدفع الرئيسي يوجد مدفع رشاش عيار 7.62 ملم، ونظام اطلاق آلي وتحكم في الاطلاق اثناء الحركة، حيث توجد به معدات تصويب و محدد مسافات ليزري ومعزز استقرار للمدفع.
تم عرض الوحدة غير المأهولة لأول مرة في عام 2015 في المعارض العسكرية التقنية الدولية "آرمي-2015" في موسكو وآيدكس 2015 في أبو ظبي (الإمارات العربية المتحدة). 

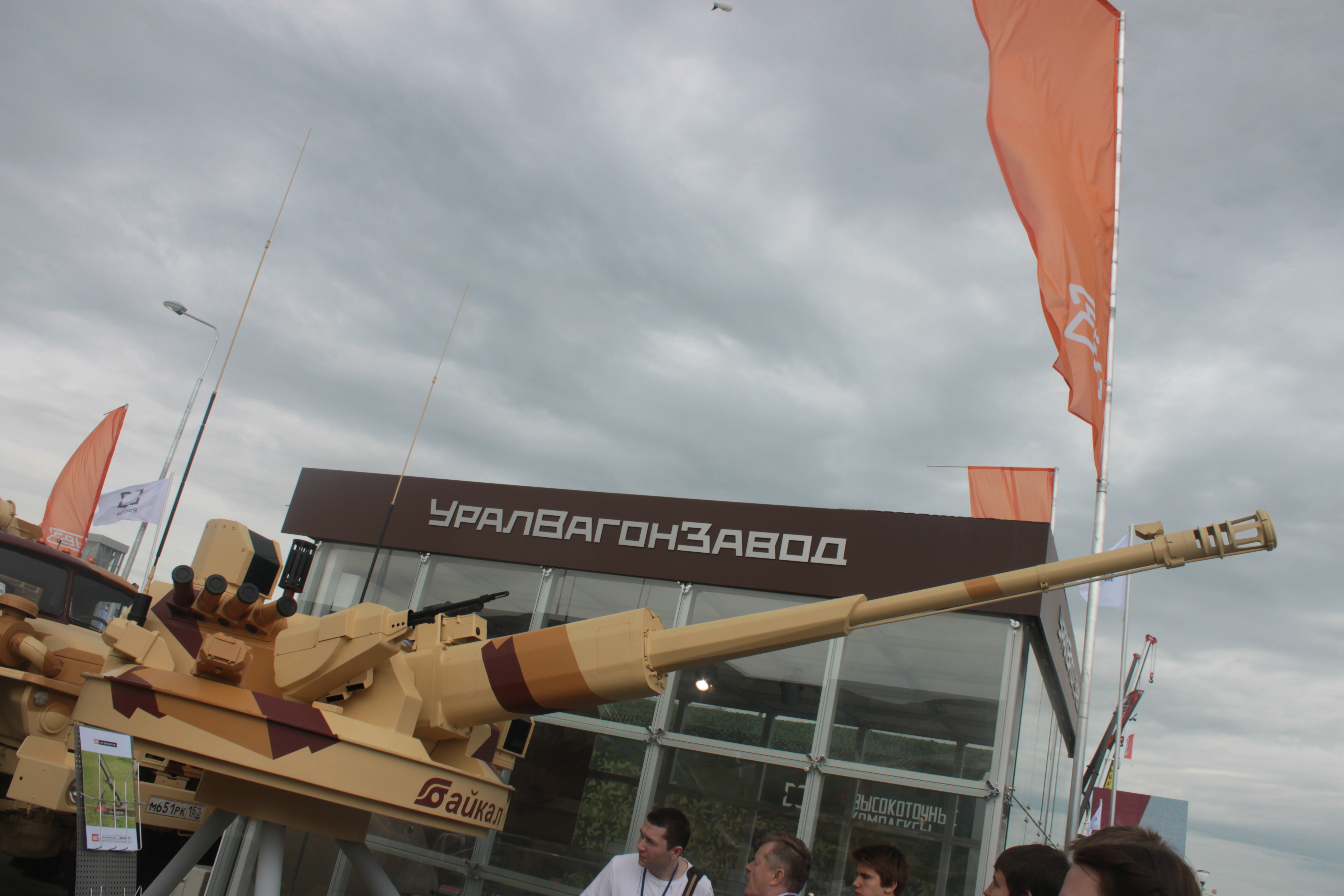
اي يو220ام في باتريوت بارك.

## المواصفات الفنية
- الطول : 5820 ملم.
- العرض : 2100 ملم.
- الارتفاع : 1300 ملم.
- زوايا التهذيف :
  - افقي : 360
  - رأسي : -5…+60
- المدفع : 2А91
- القذيفة: 57×348 ملم اس ار.
- القدرة : 1400 كجول. [3]
- معدل اطلاق المدفع, قذيفة/بالذقيقة : 80.
- المدى, م : 14,500.
- سرعة الفوهة, م/ث : 1000.
- الذخيرة , طلقة : 80.

## روابط خارجية
АУ220М على موقع الشركة المصنعة.
إختبار وحدة قتالية 57 ملم AU-220M - يوتيوب.